# 1367
1367 (MCCCLXVII) je bilo navadno leto, ki se je po julijanskem koledarju začelo na petek.

## Dogodki

### Savojska križarska vojna
- Križarska vojna pod vodstvom savojskega grofa Amadeja VI. in z blagoslovom papeža Urbana V.. Savojci spomladi zavzemajo in plenijo manjše osmanske utrdbe v Marmarskem morju. Bizantinski cesar izplača Savojcem 10.000 florintov za vrnitev.
- 9. junij - Savojci se odpravijo iz Konstantinopla proti domu. Del se jih odcepi proti Cipru, kjer nadaljujejo s križarsko vojno.
- 29. julij - Savojci prispejo v Benetke. Amadej VI. izplača dolgove za najem ladij, a hkrati že vzame nova posojila.
- oktober - Toskana: Amadej V. se z bizantinskimi odposlanci pridruži papežu Urbanu V. na poti v Rim. 
  - 16. oktober - Papež Urban V. prispe v Rim kot prvi papež po več kot 60 letih, kjer ostane naslednja tri leta. Rim je daleč od tega, da bi bil politično stabilen, vendar papež ne skriva ambicij, da bi Sveti sedež preselil iz Avignona nazaj v Rim.

### Stoletna vojna
- 3. april - Bitka pri Nájeri: vojaška zmaga kastiljskega kralja Petra nad uzurpatorjem in pankrtskim polbratom Henrikom iz Trastámare. Peter Kastiljski izbojuje zmago s pomočjo Angležev in vojaških najemnikov v službi Črnega Princa. Rival Henrik ima podporo kastiljskega in aragonskega plemstva ter najemnikov, ki mu jih je plačal papež. V bitki Angleži zajamejo profrancoskega voditelja najemnikov Bertranda du Guesclina, ki ga odkupi francoski kralj Karel V.
- poletje - Kljub popolni in taktični zmagi na bojnem polju, z izjemo, da se jim je proti-kralj Henrik izmuznil, so posledice zmage za legalnega kastiljskega kralja in Angleže katastrofalne: kralj Peter namreč ni (od)plačal Angležem za pomoč, tako tudi ni mogel odplačati svojih najemnikov. Francozi uvidijo, da bi bil novi kralj Henrik koristna protiutež Angležem v južni Franciji in ga finančno podprejo. Prav tako Črni Princ med čakanjem na plačilo resneje zbolel in sumi na zastrupitev. Ta čas pa Henrik iz Trastámare pleni po angleški Akvitaniji.
- september - Vrnitev angleške vojske v Akvitanijo, kamor se prenese vojna.

### Ostalo
- 18. januar - Umrlega portugalskega kralja Petra I. nasledi sin Ferdinand I.
- 28. december - Umrlega japosnkega šoguna Ašikago Jošiakiro nasledi sin Ašikaga Jošimicu, 3. šogun Šogunata Ašikaga
- Umrlega prvega moldavskega vojvodo Bogdana Ustanovitelja, ki se je otresel nadoblasti Madžarov, nasledi vnuk Peter I. 1368 ↔
- Kölnska konfederacija: mesta Hanzeatske lige sklenejo sporazum v boju proti Danski in Norveški. Konfederaciji se pridružijo nekatera nizozemska trgovska mesta. 1368 ↔
- Moskovski knez Dimitrij Donski prične z utrjevanjem Kremlina. 1368 ↔
- Kitajska: Zhu Yuanzhang, voditelj upornih Rdečih turbanov proti dinastiji Yuan zavzamejo Kraljevino Zhou. Rdeči turbani s tem dobijo popoln nadzor nad porečjem reke Jangce. Do konca leta si podredi skoraj celotno ozemlje bivše dinastije Južni Song. 1368 ↔

## Rojstva
- 6. januar - Rihard II., angleški kralj († 1400)
- 15. april - Henrik IV., angleški kralj († 1413)
- 13. junij - Tedžun, korejski kralj iz dinastije Čoson (Joseon) († 1422)
- Marija iz Enghiena, neapeljska kraljica († 1446)
- Nikolaj II. Gorjanski, ogrski plemič, hrvaški ban († 1433)
- Pesello, italijanski (florentinski) slikar († 1446)

## Smrti
- 18. januar - Peter I., portugalski kralj (* 1320)
- 10. februar - Bohemond II., trierski nadškof, nemški volilni knez
- 31. julij - Giovanni Colombini, italijanski trgovec, ustanovitelj reda jezuatov (* 1304)
- 23. avgust - Gil Álvarez Carrillo de Albornoz, španski nadškof, vojskovodja, diplomat in kardinal (* 1310)
- 28. december - Ašikaga Jošiakira, japonski šogun (* 1330)
- Ahmad ibn Nakib al-Misri, islamski učenjak, šafijska šola (* 1302)
- Edward Balliol, pretendent za škotskega kralja (* 1283)